# Annaberg-Buchholz
Annaberg-Buchholz er en by i Erzgebirge med omkring 23.000 indbyggere. Den er efter Kreisreformen i 2008 administrationsby for den nye Erzgebirgskreis i den tyske delstat Sachsen. Den var tidligere administrationsby for den daværende Landkreis Annaberg.
Byen Annaberg-Buchholz ligger på skråningerne af Pöhlberg (832 moh.), Schreckenberg (649 moh) og Schottenberg og i Sehmadalen.

## Nabokommuner
Nabokommunerne, som alle ligger i Landkreis Annaberg, er Königswalde, Mildenau, byen Schlettau, Sehmatal og Thermalbad Wiesenbad.

## Bydele
Annaberg-Buchholz er delt i seks bydele:
- Annaberg
- Buchholz
- Cunersdorf
- Frohnau
- Geyersdorf
- Kleinrückerswalde